# 胡斯派

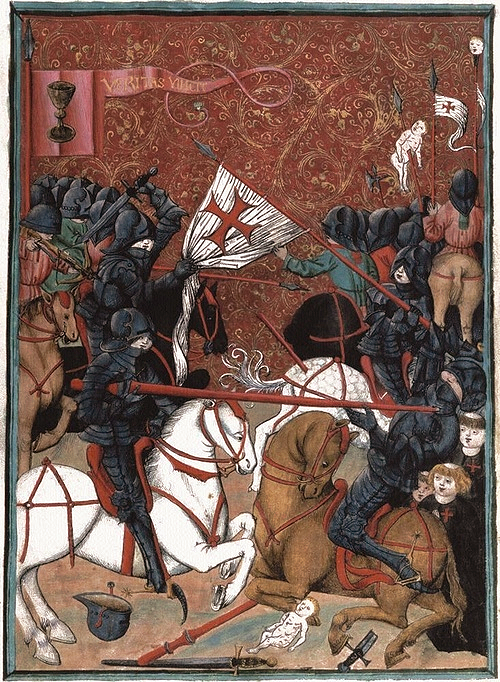
15世纪胡斯派战士（左）与天主教十字军的战斗。左上角的旗帜上书有拉丁文，“Veritas Vincit”,意为“真理得胜”。

胡斯派（捷克语: Husité 或 Kališníci, "圣杯人"; 拉丁语: Hussitae），是遵循宗教改革者扬·胡斯教导的捷克基督教运动，是欧洲宗教改革的前驱。胡斯派运动的各群体中，圣杯派占据多数，塔博尔派也占有重要地位，也包括一些更小的地区性群体，例如亚当派和奥莱比派（又称小塔博尔派）。
扬·胡斯在康斯坦茨大公会议上被宣判处决后，持有不同神学立场的各派别间爆发了一系列的十字军与内战。在胡斯战争结束时，得到天主教支持的圣杯派在与塔博尔派的冲突中取得胜利，成为波希米亚地区占领导地位的胡斯派团体。
在1485年的库特纳霍拉宗教和议后，波希米亚的天主教徒和圣杯派教徒在法律上被赋予平等权利。在15世纪初至17世纪初的两个世纪间，胡斯派在波希米亚和摩拉维亚一直占据多数，直到1620年的白山战役之后，神圣罗马帝国皇帝重新在该地区推行天主教时，胡斯派信徒数量才开始减少。
胡斯派的信仰传统经由摩拉维亚弟兄会、联合兄弟会与重建的捷克斯洛伐克胡斯教会保留到今天。

## 历史

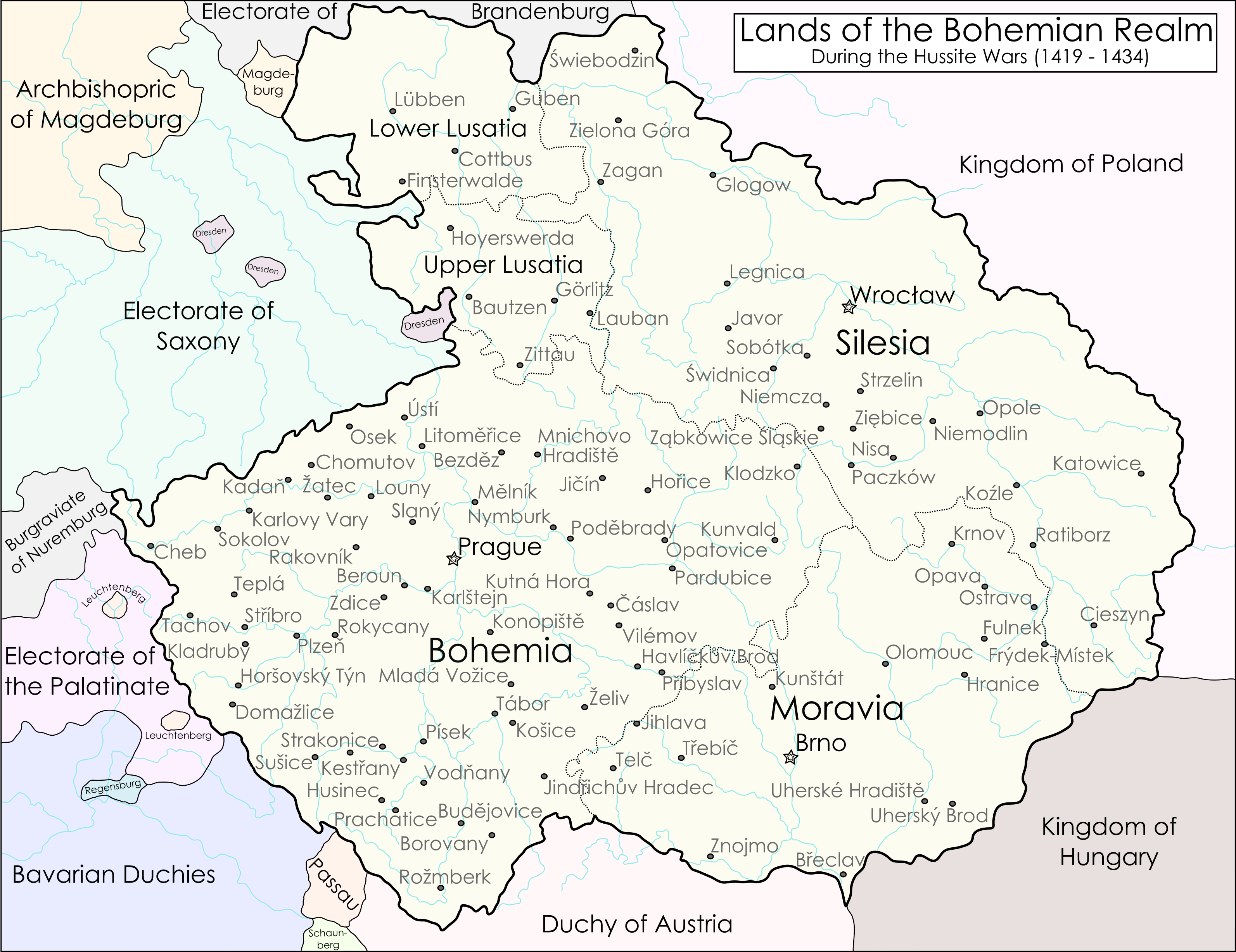
胡斯战争期间的波希米亚王冠领地。

胡斯派运动起始于波希米亚王国，并迅速传遍波希米亚王冠领地的剩余领土，包括摩拉维亚和西里西亚。它还传入了匈牙利王国的北部地区（现属斯洛伐克），但因胡斯派士兵的掠夺行为而臭名昭著，受到抵制。也有来自波兰-立陶宛地区和特兰西瓦尼亚的少数临时性社区群体，在受到宗教不宽容的威胁后，选择搬到了波希米亚。这是一场地区性的运动，但未能进一步扩大。

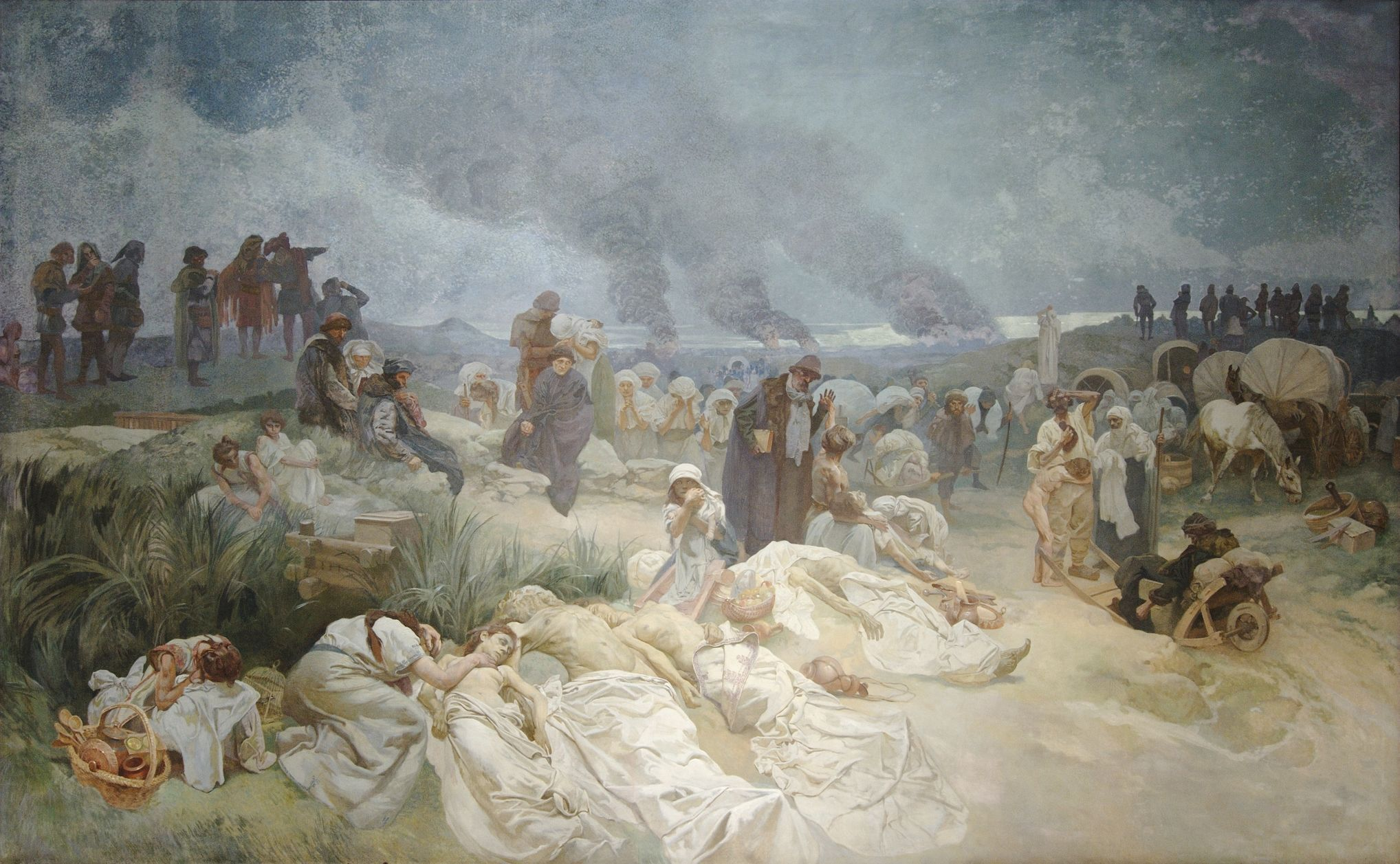
彼得·黑尔齐茨基与胡斯派民众。

主要的胡斯派神学家包括彼得·黑尔齐茨基与布拉格的杰罗姆。很多捷克民族英雄都是胡斯党人，其中包括扬·杰式卡，在他的领导下，胡斯党人凶猛地抵抗了罗马教皇向胡斯派的波西米亚发动的连续五次的十字军战争。胡斯党人是新教宗教改革的最重要的先驱之一。这一以宗教为主的运动是由社会问题推动的，并增强了捷克的民族意识。

### 扬·胡斯之死

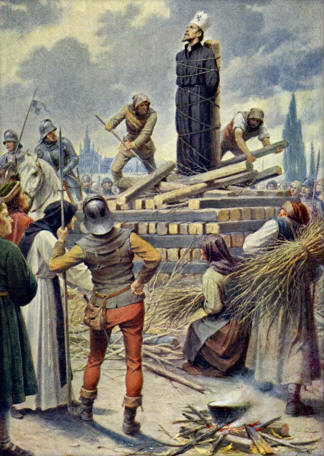
1415年，扬·胡斯被处死于火刑柱上。他的死掀起了捷克民众的愤怒与不满。

罗马教廷召开康斯坦茨大公会议，邀请扬·胡斯前往，并以“罗马人的国王”西吉斯蒙德作出的安全保证诱骗了他。1414年，扬·胡斯被捕，而后被大公会议以异端罪审判。他的被捕引起了捷克各地区民众的极大不满，波希米亚和摩拉维亚两国当权者多次要求国王西吉斯蒙德释放扬·胡斯，但他们的施压无济于事。1415年7月6日，扬·胡斯被处死于火刑柱上。
当他在康斯坦茨大公会议上被判罪并处死的消息传到捷克时，各地的骚乱爆发。这些骚乱主要针对神职人员，尤其是修道士，就连大主教也险些未能逃脱这种民众愤怒的影响。扬·胡斯的遭遇被认为是对整个国家的耻辱，他的处决被视作犯罪行为。波希米亚国王瓦茨拉夫四世出于对西吉斯蒙德的怨恨，在起初便对在康斯坦茨发生的事件的过程表达了他的愤慨。他的妻子公开偏袒胡斯的朋友，且公开宣称的胡斯党人担任政府中的领袖。
某些领主组成了一个联盟，他们发誓要保护在他们所有财产和庄园上自由传播圣经中的福音的权力，并且只有在主教的命令符合圣经的禁令时才服从主教的权力。胡斯派的各个贵族都加入了这一联盟，但除了对大公议会对待胡斯的方式提出口头抗议外，直到 1417 年，几乎没有证据表明贵族采取了任何行动。在那时，一些小贵族和一些男爵（1415 年抗议信的签署人）将天主教神父从他们的教区中除名，并选取愿意在圣体圣事中同时给予会众圣体与圣血的牧师代替他们。葡萄酒的圣杯成为胡斯运动的中心性的标志符号。若是国王加入这一行动，其决议就会得到法律的拥护；但他拒绝了，并与新成立的罗马天主教贵族联盟接洽。这一联盟的成员承诺支持国王、天主教会和议会。内战的前景开始出现。
在成为教皇之前，当时被称为科隆纳的奥托枢机的玛尔定五世曾对胡斯进行过无情的严厉攻击。康斯坦茨大公会议的内容制定后，他大力恢复了反对胡斯教导的斗争。他希望彻底根除胡斯教义，为此必须获得瓦茨拉夫国王的合作。1418年，西吉斯蒙德通过指出胡斯的教导带来的不可避免的后果——如果波希米亚的胡斯派信徒得到进一步的保护，宗教战争就会爆发——成功地说服了他的兄弟瓦茨拉夫四世接受议会的立场。胡斯派政治家和军队领导人被迫离开波希米亚，罗马天主教的神父则恢复职位。这些措施引起了民众间的普遍骚动。1419年，瓦茨拉夫四世国王于因瘫痪性中风去世，他的继承人是西吉斯蒙德。